# Udanta Singh
Kumam Udanta Singh (Manipur, 14 giugno 1996) è un calciatore indiano, attaccante del Goa.

## Carriera

### Club
Con il Bengaluru ha giocato in totale 11 partite in AFC Cup.

### Nazionale
Ha esordito in nazionale nel 2016; nel 2019 e nel 2023 ha partecipato alla Coppa d'Asia.

## Statistiche

### Cronologia presenze e reti in nazionale
| Cronologia completa delle presenze e delle reti in nazionale ― India | Cronologia completa delle presenze e delle reti in nazionale ― India | Cronologia completa delle presenze e delle reti in nazionale ― India | Cronologia completa delle presenze e delle reti in nazionale ― India | Cronologia completa delle presenze e delle reti in nazionale ― India | Cronologia completa delle presenze e delle reti in nazionale ― India | Cronologia completa delle presenze e delle reti in nazionale ― India | Cronologia completa delle presenze e delle reti in nazionale ― India |
| Data                                                                 | Città                                                                | In casa                                                              | Risultato                                                            | Ospiti                                                               | Competizione                                                         | Reti                                                                 | Note                                                                 |
| -------------------------------------------------------------------- | -------------------------------------------------------------------- | -------------------------------------------------------------------- | -------------------------------------------------------------------- | -------------------------------------------------------------------- | -------------------------------------------------------------------- | -------------------------------------------------------------------- | -------------------------------------------------------------------- |
| 24-3-2016                                                            | Teheran                                                              | Iran                                                                 | 4 – 0                                                                | India                                                                | Qual. Mondiali 2018                                                  | -                                                                    |                                                                      |
| 29-3-2016                                                            | Kerala                                                               | India                                                                | 1 – 2                                                                | Turkmenistan                                                         | Qual. Mondiali 2018                                                  | -                                                                    | 66’                                                                  |
| 2-6-2016                                                             | Vientiane                                                            | Laos                                                                 | 0 – 1                                                                | India                                                                | Qual. Coppa d'Asia 2019                                              | -                                                                    |                                                                      |
| 7-6-2016                                                             | Guwahati                                                             | India                                                                | 6 – 1                                                                | Laos                                                                 | Qual. Coppa d'Asia 2019                                              | -                                                                    | 41’                                                                  |
| 22-3-2017                                                            | Phnom Penh                                                           | Cambogia                                                             | 2 – 3                                                                | India                                                                | Amichevole                                                           | -                                                                    | 74’                                                                  |
| 28-3-2017                                                            | Yangon                                                               | Birmania                                                             | 0 – 1                                                                | India                                                                | Qual. Coppa d'Asia 2019                                              | -                                                                    | 65’                                                                  |
| 5-9-2017                                                             | Taipa                                                                | Macao                                                                | 0 – 2                                                                | India                                                                | Qual. Coppa d'Asia 2019                                              | -                                                                    | 80’                                                                  |
| 1-6-2018                                                             | Mumbai                                                               | India                                                                | 5 – 0                                                                | Taipei cinese                                                        | Coppa Intercontinentale 2018 - 1º turno                              | 1                                                                    |                                                                      |
| 4-6-2018                                                             | Mumbai                                                               | India                                                                | 3 – 0                                                                | Kenya                                                                | Coppa Intercontinentale 2018 - 1º turno                              | -                                                                    |                                                                      |
| 7-6-2018                                                             | Mumbai                                                               | India                                                                | 1 – 2                                                                | Nuova Zelanda                                                        | Coppa Intercontinentale 2018 - 1º turno                              | -                                                                    | 28’                                                                  |
| 10-6-2018                                                            | Mumbai                                                               | India                                                                | 2 – 0                                                                | Kenya                                                                | Coppa Intercontinentale 2018 - Finale                                | -                                                                    | 81’                                                                  |
| 13-10-2018                                                           | Suzhou                                                               | Cina                                                                 | 0 – 0                                                                | India                                                                | Amichevole                                                           | -                                                                    | 63’                                                                  |
| 27-12-2018                                                           | Abu Dhabi                                                            | Oman                                                                 | 0 – 0                                                                | India                                                                | Amichevole                                                           | -                                                                    |                                                                      |
| 6-1-2019                                                             | Abu Dhabi                                                            | Thailandia                                                           | 1 – 4                                                                | India                                                                | Coppa d'Asia 2019 - 1º turno                                         | -                                                                    |                                                                      |
| 10-1-2019                                                            | Abu Dhabi                                                            | India                                                                | 0 – 2                                                                | Emirati Arabi Uniti                                                  | Coppa d'Asia 2019 - 1º turno                                         | -                                                                    | 79’                                                                  |
| 14-1-2019                                                            | Sharjah                                                              | India                                                                | 0 – 1                                                                | Bahrein                                                              | Coppa d'Asia 2019 - 1º turno                                         | -                                                                    |                                                                      |
| 5-6-2019                                                             | Buriram                                                              | Curaçao                                                              | 3 – 1                                                                | India                                                                | King's Cup 2019 - Semifinale                                         | -                                                                    |                                                                      |
| 7-7-2019                                                             | Ahmedabad                                                            | India                                                                | 2 – 4                                                                | Tagikistan                                                           | Intercontinental Cup 2019 - 1º turno                                 | -                                                                    |                                                                      |
| 13-7-2019                                                            | Ahmedabad                                                            | India                                                                | 2 – 5                                                                | Corea del Nord                                                       | Intercontinental Cup 2019 - 1º turno                                 | -                                                                    | 46’                                                                  |
| 16-7-2019                                                            | Ahmedabad                                                            | India                                                                | 1 – 1                                                                | Siria                                                                | Intercontinental Cup 2019 - 1º turno                                 | -                                                                    | 84’                                                                  |
| 5-9-2019                                                             | Guwahati                                                             | India                                                                | 1 – 2                                                                | Oman                                                                 | Qual. Mondiali 2022                                                  | -                                                                    |                                                                      |
| 10-9-2019                                                            | Doha                                                                 | Qatar                                                                | 0 – 0                                                                | India                                                                | Qual. Mondiali 2022                                                  | -                                                                    |                                                                      |
| 15-10-2019                                                           | Calcutta                                                             | India                                                                | 1 – 1                                                                | Bangladesh                                                           | Qual. Mondiali 2022                                                  | -                                                                    |                                                                      |
| 14-11-2019                                                           | Dušanbe                                                              | Afghanistan                                                          | 1 – 1                                                                | India                                                                | Qual. Mondiali 2022                                                  | -                                                                    |                                                                      |
| 19-11-2019                                                           | Mascate                                                              | Oman                                                                 | 1 – 0                                                                | India                                                                | Qual. Mondiali 2022                                                  | -                                                                    |                                                                      |
| 3-6-2021                                                             | Doha                                                                 | India                                                                | 0 – 1                                                                | Qatar                                                                | Qual. Mondiali 2022                                                  | -                                                                    | 46’                                                                  |
| 7-6-2021                                                             | Doha                                                                 | Bangladesh                                                           | 0 – 2                                                                | India                                                                | Qual. Mondiali 2022                                                  | -                                                                    | 46’                                                                  |
| 4-10-2021                                                            | Malé                                                                 | Bangladesh                                                           | 1 – 1                                                                | India                                                                | SAFF Championship 2021 - 1º turno                                    | -                                                                    | 63’                                                                  |
| 7-10-2021                                                            | Malé                                                                 | India                                                                | 0 – 0                                                                | Sri Lanka                                                            | SAFF Championship 2021 - 1º turno                                    | -                                                                    |                                                                      |
| 10-10-2021                                                           | Malé                                                                 | Nepal                                                                | 0 – 1                                                                | India                                                                | SAFF Championship 2021 - 1º turno                                    | -                                                                    | 59’                                                                  |
| 13-10-2021                                                           | Malé                                                                 | India                                                                | 3 – 1                                                                | Maldive                                                              | SAFF Championship 2021 - 1º turno                                    | -                                                                    | 51’                                                                  |
| 16-10-2021                                                           | Malé                                                                 | India                                                                | 3 – 0                                                                | Nepal                                                                | SAFF Championship 2021 - Finale                                      | -                                                                    | 76’                                                                  |
| 11-6-2022                                                            | Calcutta                                                             | Afghanistan                                                          | 1 – 2                                                                | India                                                                | Qual. Coppa d'Asia 2023                                              | -                                                                    | 89’                                                                  |
| 14-6-2022                                                            | Calcutta                                                             | India                                                                | 4 – 0                                                                | Hong Kong                                                            | Qual. Coppa d'Asia 2023                                              | -                                                                    | 9’ 60’                                                               |
| 24-9-2022                                                            | Ho Chi Minh                                                          | India                                                                | 1 – 1                                                                | Singapore                                                            | Amichevole                                                           | -                                                                    | 77’                                                                  |
| 27-9-2022                                                            | Ho Chi Minh                                                          | Vietnam                                                              | 3 – 0                                                                | India                                                                | Amichevole                                                           | -                                                                    | 65’                                                                  |
| 9-6-2023                                                             | Bhubaneswar                                                          | India                                                                | 2 – 0                                                                | Mongolia                                                             | Coppa Intercontinentale 2023 - 1º turno                              | -                                                                    | 58’                                                                  |
| 15-6-2023                                                            | Bhubaneswar                                                          | India                                                                | 0 – 0                                                                | Libano                                                               | Coppa Intercontinentale 2023 - 1º turno                              | -                                                                    | 77’                                                                  |
| 21-6-2023                                                            | Bengaluru                                                            | India                                                                | 4 – 0                                                                | Pakistan                                                             | SAFF Championship 2023 - 1º turno                                    | 1                                                                    | 75’                                                                  |
| 24-6-2023                                                            | Bengaluru                                                            | Nepal                                                                | 0 – 2                                                                | India                                                                | SAFF Championship 2023 - 1º turno                                    | -                                                                    | 64’                                                                  |
| 27-6-2023                                                            | Bengaluru                                                            | India                                                                | 1 – 1                                                                | Kuwait                                                               | SAFF Championship 2023 - 1º turno                                    | -                                                                    | 81’                                                                  |
| 1-7-2023                                                             | Bengaluru                                                            | Libano                                                               | 0 – 0 dts (2-4 dtr)                                                  | India                                                                | SAFF Championship 2023 - Semifinale                                  | -                                                                    | 90+1’                                                                |
| 4-7-2023                                                             | Bengaluru                                                            | Kuwait                                                               | 1 – 1 dts (4-5 dtr)                                                  | India                                                                | SAFF Championship 2023 - Finale                                      | -                                                                    | 90’                                                                  |
| 13-10-2023                                                           | Kuala Lumpur                                                         | Malaysia                                                             | 4 – 2                                                                | India                                                                | Pestabola Merdeka 2023 - Semifinale                                  | -                                                                    | 80’                                                                  |
| 21-11-2023                                                           | Bhubaneswar                                                          | India                                                                | 0 – 3                                                                | Qatar                                                                | Qual. Mondiali 2026                                                  | -                                                                    | 46’                                                                  |
| 18-1-2024                                                            | Al Rayyan                                                            | India                                                                | 0 – 3                                                                | Uzbekistan                                                           | Coppa d'Asia 2023 - 1º turno                                         | -                                                                    | 86’                                                                  |
| 23-1-2024                                                            | Al Khawr                                                             | Siria                                                                | 1 – 0                                                                | India                                                                | Coppa d'Asia 2023 - 1º turno                                         | -                                                                    | 46’                                                                  |
| 25-3-2025                                                            | Calcutta                                                             | India                                                                | 0 – 0                                                                | Bangladesh                                                           | Qual. Coppa d'Asia 2027                                              | -                                                                    | 66’                                                                  |
| Totale                                                               |                                                                      | Presenze                                                             | 47                                                                   |                                                                      | Reti                                                                 | 2                                                                    |                                                                      |

## Palmarès

### Club

#### Competizioni nazionali
- I-League: 1

Bengaluru: 2015-2016
- Coppa della Federazione: 1

Bengaluru: 2016-2017
- Super Cup: 2

Bengaluru: 2018
Goa: 2025
- Indian Super League: 1

Bengaluru: 2018-2019
- Durand Cup: 1

Bengaluru: 2022
- Bandodkar Trophy: 1

Goa: 2024

### Nazionale
- Coppa Intercontinentale (India): 2

2018, 2023
- SAFF Championship: 2

2021, 2023